# Philippe de Marlier

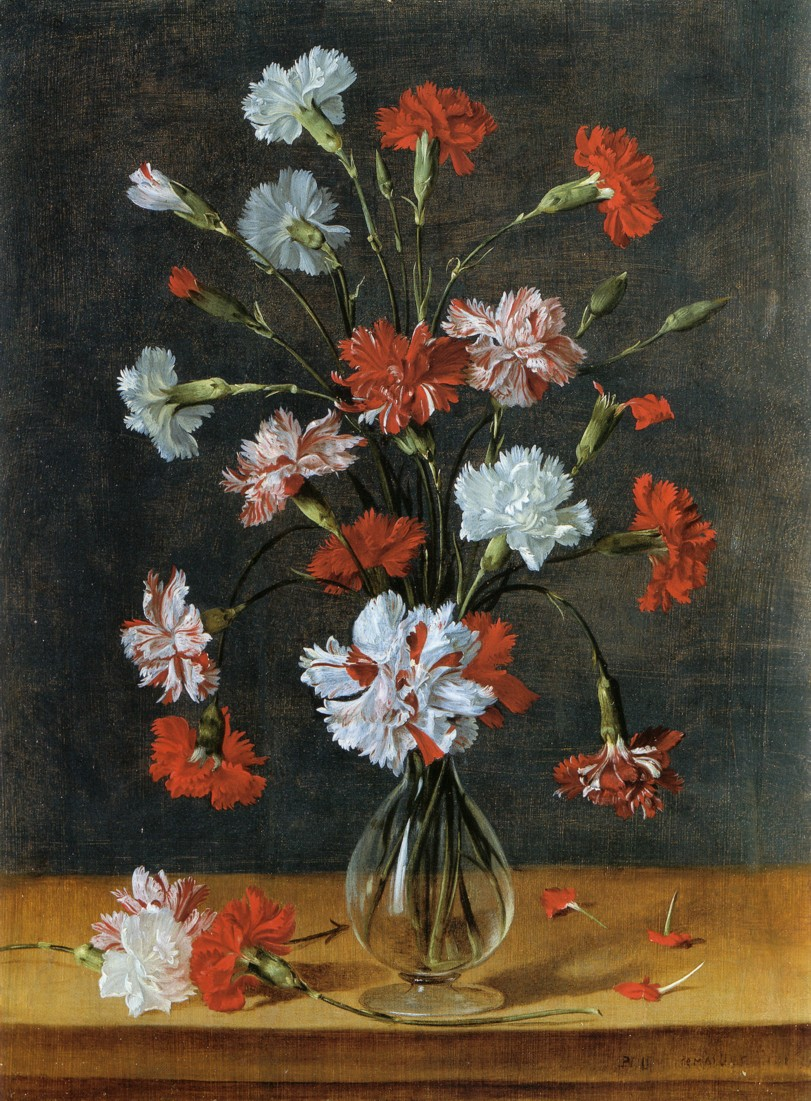
Philippe de Marlier: Nelkenstrauss in Glasvase, sign. & dat. 1639, Öl auf Holz, 45,5 × 34 cm, Galerie Sankt Lucas, Wien (?)

Philippe de Marlier oder Philips de Marlier, auch genannt „Dicke Lup“ (dicker Philipp) (auch: Philips de Marli; Philips de Merlyn; Vorname auch: Filip, Filips', Flips, Flieps, Flups; Nachname auch: Maelier; Marlin; * um 1600; † vermutlich September 1668 in Antwerpen), war ein flämischer Stillleben- und Blumenmaler.

## Leben
Über sein Leben ist nur wenig bekannt. 1617–18 war er in Antwerpen als Lehrling bei dem Landschaftsmaler Carel de Ferrara und wurde 1620–21 in der dortigen Lukasgilde als Freimeister eingetragen.
Zeitweise lebte Marlier in Portugal. Dort wurde er jedoch irgendwann beschuldigt, einen Dominikanermönch ermordet zu haben und flüchtete zurück in sein Heimatland. In Antwerpen führte er eine eigene Werkstatt, wo er sich offenbar vor allem der Blumenmalerei widmete und auch Lehrlinge ausbildete, darunter im Jahr 1640 Carstian Luyckx (Christiaan Luyckx).

Abgesehen von eigenständigen Gemälden fertigte Marlier auch Kopien nach Werken anderer Künstler. Dies geht aus einem Prozess hervor, in den er („der dicke Loup“) 1643 verwickelt wurde, und wo ihm ein Kunsthändler vorwarf, er habe dreimal so viele Bilder nach Frans Francken II kopiert als vereinbart.
Über den genauen Zeitpunkt seines Todes herrscht eine gewisse Unklarheit, vermutlich starb er im September 1668.

## Werk

Heilige Dorothea von Caesarea in einem Blumen- und Früchtekranz, sign. & dat. 1640, Öl auf Holz, 73,5 × 53 cm, Königliches Museum der Schönen Künste, Antwerpen

Philippe de Marlier war bis Mitte des 20. Jahrhunderts völlig vergessen und auch heute (Stand 2025) sind nur sehr wenige Werke bekannt, die ganz sicher von seiner Hand stammen. Marie-Louise Hairs erwähnte nur fünf signierte Gemälde, darunter ein sehr filigraner Nelkenstrauß in Glasvase (Noortman Galerie, Maastricht) von 1639, der sowohl in ästhetischer Hinsicht als auch aufgrund der Beschränkung auf eine einzige Blumenart eine kostbare Rarität innerhalb der Blumenmalerei darstellt. Zwei Jahre früher entstand in Zusammenarbeit mit Frans Francken II ein Blumenstrauß in einer antikisierenden Vase (Sammlung Finck, Brüssel), bei dem die Blumen von Marlier und die Vase offenbar von Francken gemalt wurden. Malerisch ist das zuletzt genannte Bild gekonnt und ansprechend, dabei für die Entstehungszeit leicht altmodisch.
Besonders zu erwähnen ist eine ebenfalls signierte und 1640 datierte Girlande mit der Heiligen Dorothea von Caesarea im Königlichen Museum der Schönen Künste, Antwerpen, deren Blumen ziemlich asymmetrisch angeordnet, mit Kirschen und Johannisbeeren verflochten und malerisch von sehr feiner Qualität sind.
Mittlerweile werden Marlier eine Reihe weiterer Blumen-Stillleben „von höchst unterschiedlicher Qualität“ zugeschrieben – nicht immer mit ersichtlichem Grund.

## Galerie

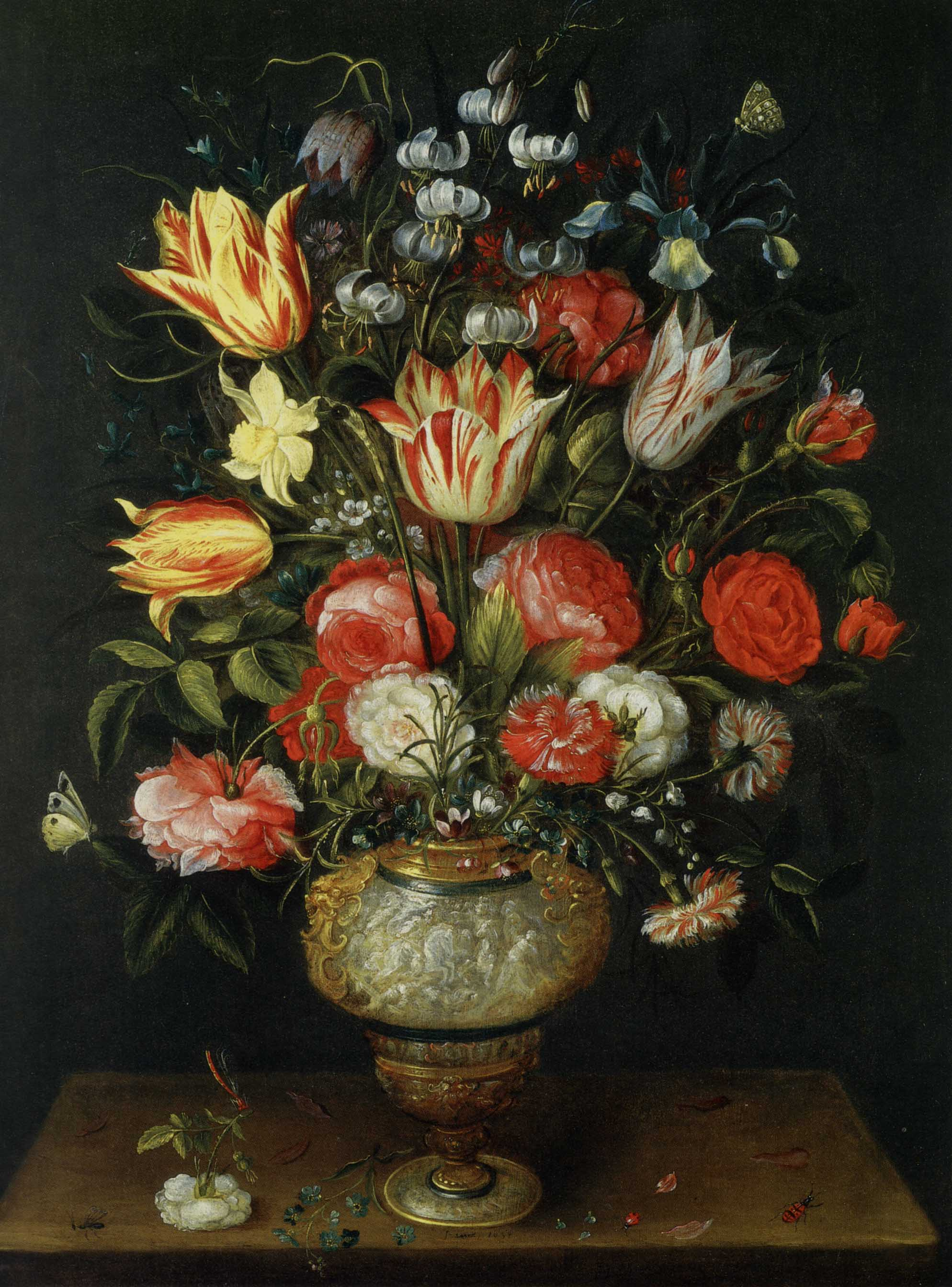
Ph. de Marlier & Frans Francken II: Blumenstrauß in einer antikisierenden Vase, sign. & dat. 1637, Öl auf Kupfer, 62 × 47 cm, Privatsammlung, Brüssel
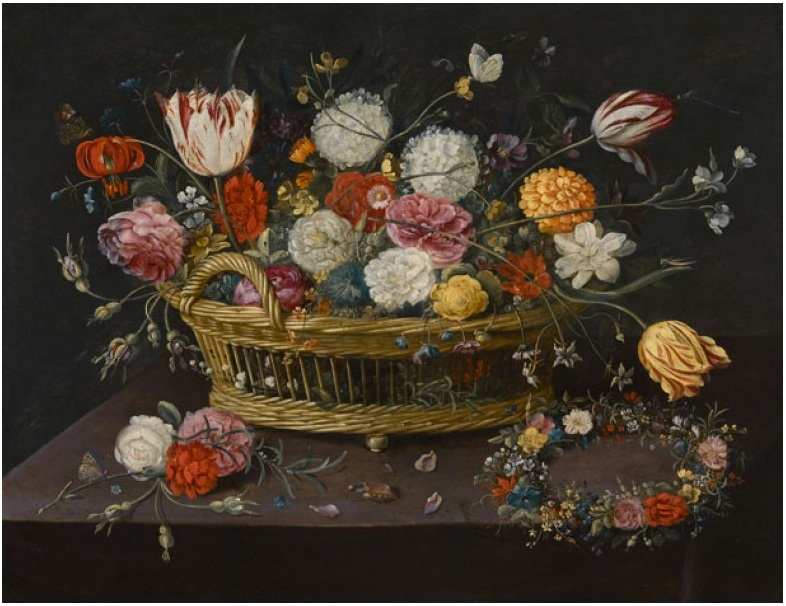
Blumenkorb und Kranz, sign. & dat. 1638, 45 × 60 cm, Öl auf Kupfer, Privatsammlung (?)